# Divina providencia

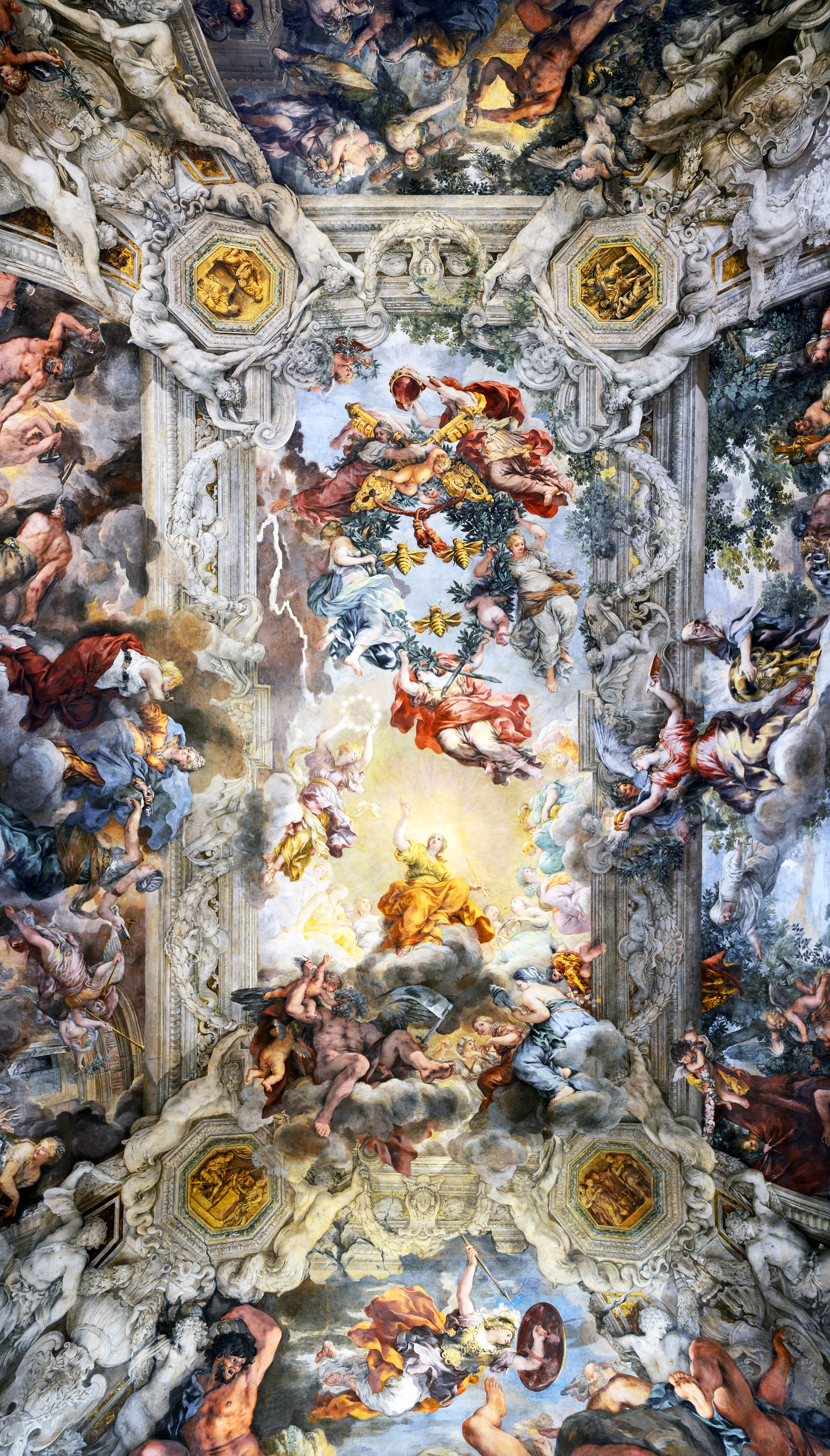
El triunfo de la divina providencia.
Fresco del palacio Barberini. Roma.

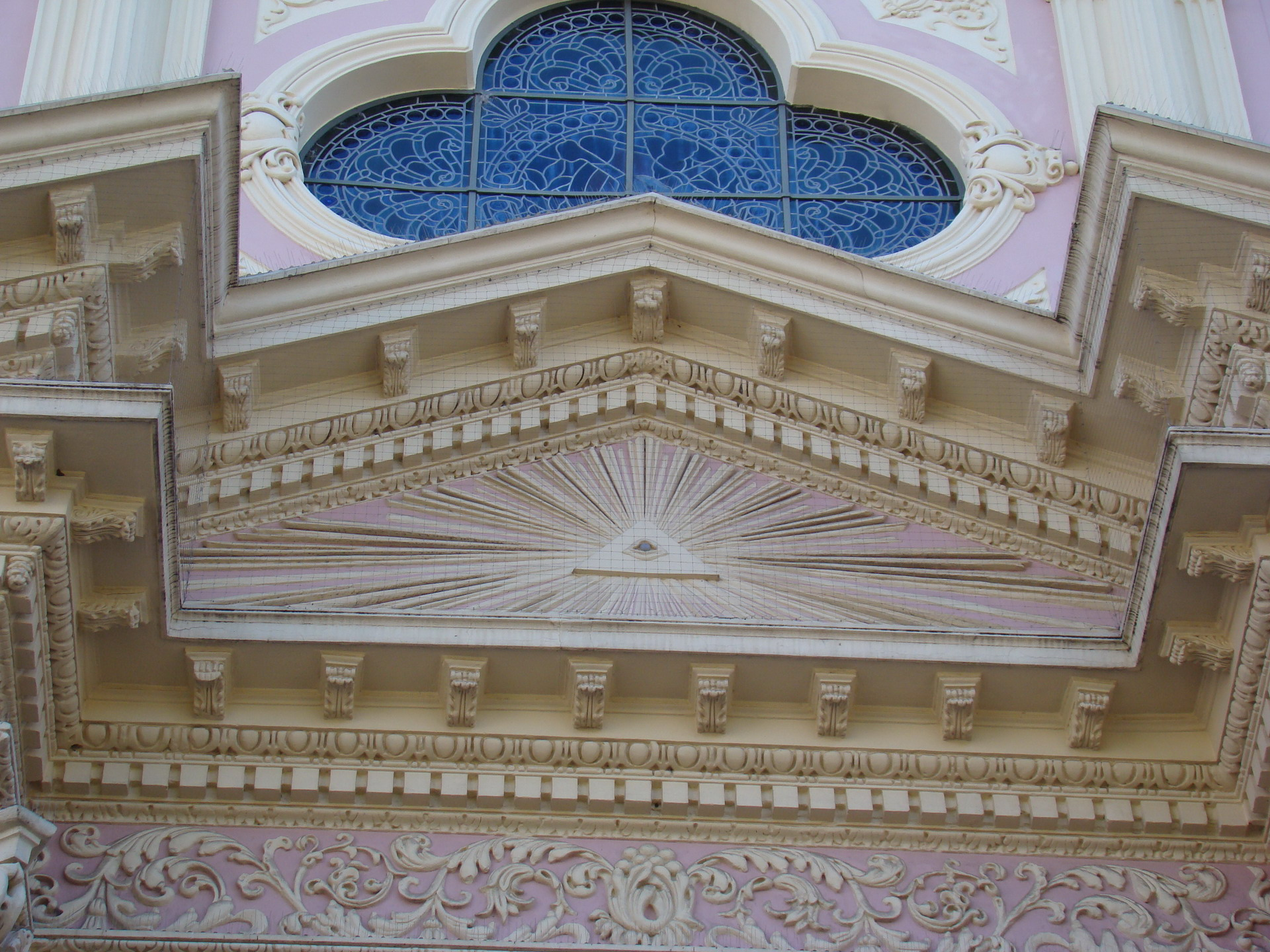
Ojo de la divina providencia. Catedral de Salta, Argentina.

La Divina Providencia (pro "antes" videncia "ver/conducir un fin") es el concepto religioso por el cual una divinidad gobierna e influye en el universo, en especial la Tierra para el socorro de la humanidad. Es el dogma del teísmo, en oposición al deísmo que cree en un dios que solo es creador.
Sus seguidores suelen utilizar el término Espíritu Santo, definido como 'realidad divina ' siendo el intermediario entre Dios y la humanidad.
La Divina providencia por lo general viene acompañada con la idea que Dios mismo se quiere dar a conocer a través de un registro histórico donde realiza sus proezas el Tanaj, la Biblia , el Corán por ejemplo.

## Etimología
La palabra 'Divina' viene del latín 'divus' y significa procedente de Dios. Divus fue muy conocida en la época romana, los emperadores se veían a sí mismos como la herramienta de Deus (Dios) que hacen su voluntad en la Tierra, inclusive algunos llevaban el título Divi filius (Divino Hijo). 
La palabra 'Providencia' viene del latín 'providentia' posiblemente acuñada por Cicerón, esta a su vez viene de 'providens' que es el participio presente de prōvideō (antes de lo visto). El prefijo griego 'pro' (πρό) viene de próoida (πρόοιδᾰ “saber de antemano”) y en sánscrito pravindati (प्रविन्दति “anticipar, inventar”), tales como pronóstico o profeta .

## En la antigüedad
Ya Platón en el décimo libro de las Leyes afirma la existencia de una idea similar a la divina providencia (Leyes X, 903 b-d):

...el que cuida el universo tiene todas las cosas ordenadas para la salvación y virtud del conjunto, de modo que también cada parte de la multiplicidad padece y hace en lo posible lo que le es conveniente. A cada una de ellas se le han establecido jefes que dirigen continuamente lo que deben sufrir y hacer hasta en el mínimo detalle y hacen cumplir la finalidad del universo hasta en el último rincón...

Aunque con ello el filósofo de Atenas, como fue propio del mundo griego precristiano, no expresa la idea de la providencia, sino del Destino: una instancia suprema impersonal, cuyo designio irrevocable pesa sobre todo lo que existe, incluidos los dioses y los hombres.[cita requerida]
De todos modos, el paganismo en la Antigüedad clásica fue gradualmente asumiendo la idea de una providencia o cuidado que los dioses ejercerían sobre las personas; concepto ya presente en los estoicos y que culminará en las Meditaciones de Marco Aurelio. En los siglos II y III, y bajo el influjo de las doctrinas orientales, esta creencia se generaliza: las monedas del Imperio romano en esta época solían incluir el lema Providentia deorum («los dioses tienen cuidado de nosotros»). La postura opuesta la representó el epicureísmo: El filósofo de Samos sostenía que la divinidad, en caso de existir, no intervenía en los asuntos humanos.
Ya en una clave cristiana, afirma San Agustín en el libro octavo de La Ciudad de Dios la existencia de la providencia divina.

## En el cristianismo
Una típica definición es la de Juan Damasceno, en Exposiciones de la Fe Ortodoxa, 2,29: "La providencia consiste en la curación ejercitada de Dios en las comparaciones de eso que existe. Representa, por otra parte, divina gracia de esa voluntad a los cuales cada cosa es recta de un justo mandamiento".

### Iconografía
Los antiguos pintaban la providencia bajo la figura de una mujer venerable, ya muy entrada en edad, teniendo en una mano el cuerno de la abundancia y en la otra una vara con que marcaba un globo que representaba el mundo en el cual tenía fija su vista.

## En el hinduismo
Hay ciertas ramas del hinduismo que enseñan la divina providencia a través del Trimurti (Trinidad hindú) , en ella hay un dios creador (Brahma) , un dios que gobierna y protege (Vishnu) y el dios de la destrucción (Shiva).

## África
El pueblo Himba de Namibia practica una forma de panenteísmo monoteísta y adora al dios Mukuru (creador Supremo). Los antepasados fallecidos de los Himba están subordinados a él, actuando como intermediarios entre Dios y la humanidad.
El pueblo igbo practica una forma de monoteísmo llamada Odinani. El odinanismo tiene atributos monoteístas y panenteístas, teniendo un solo Dios como la fuente de todas las cosas. Aunque existe un panteón de espíritus, estos son espíritus menores que prevalecen en Odinani (ángeles).

## Uso del término en literatura
El término no solo tiene uso en el campo religioso o teológico, sino también en el campo literario. De hecho en algunos autores la divina providencia actúa como un auténtico personaje que influye en los acontecimientos. Desde el punto de vista de las soluciones narrativas es posible compararla al "Deus ex machina" del teatro griego, pero generalmente el impacto que tiene sobre el desarrollo de la narración es menos específico e inmediato.[cita requerida]